# Skånska stearinljusfabriken
Skånska stearinljusfabriken är en fabrik för tillverkning av stearinljus, belägen vid Ängeltofta gods utanför Förslöv. Fabriken startade 1957 och levererar sedan dess till inredningsbutiker, presentbutiker, hotell, restauranger, Svenska kyrkan, m. fl. 1993 blev man kunglig hovleverantör. Företaget har specialiserat sig på att tillhandahålla ett stort sortiment av ljus i 100 % stearin.[källa behövs] VD (2022) är Dan Wallin.